# Drosophila guayllabambae
Drosophila guayllabambae este o specie de muște din genul Drosophila, familia Drosophilidae, descrisă de José Albertino Rafael și Arcos în anul 1988.
Este endemică în Ecuador. Conform Catalogue of Life specia Drosophila guayllabambae nu are subspecii cunoscute.